# Cimitirul de onoare Pro Patria din București

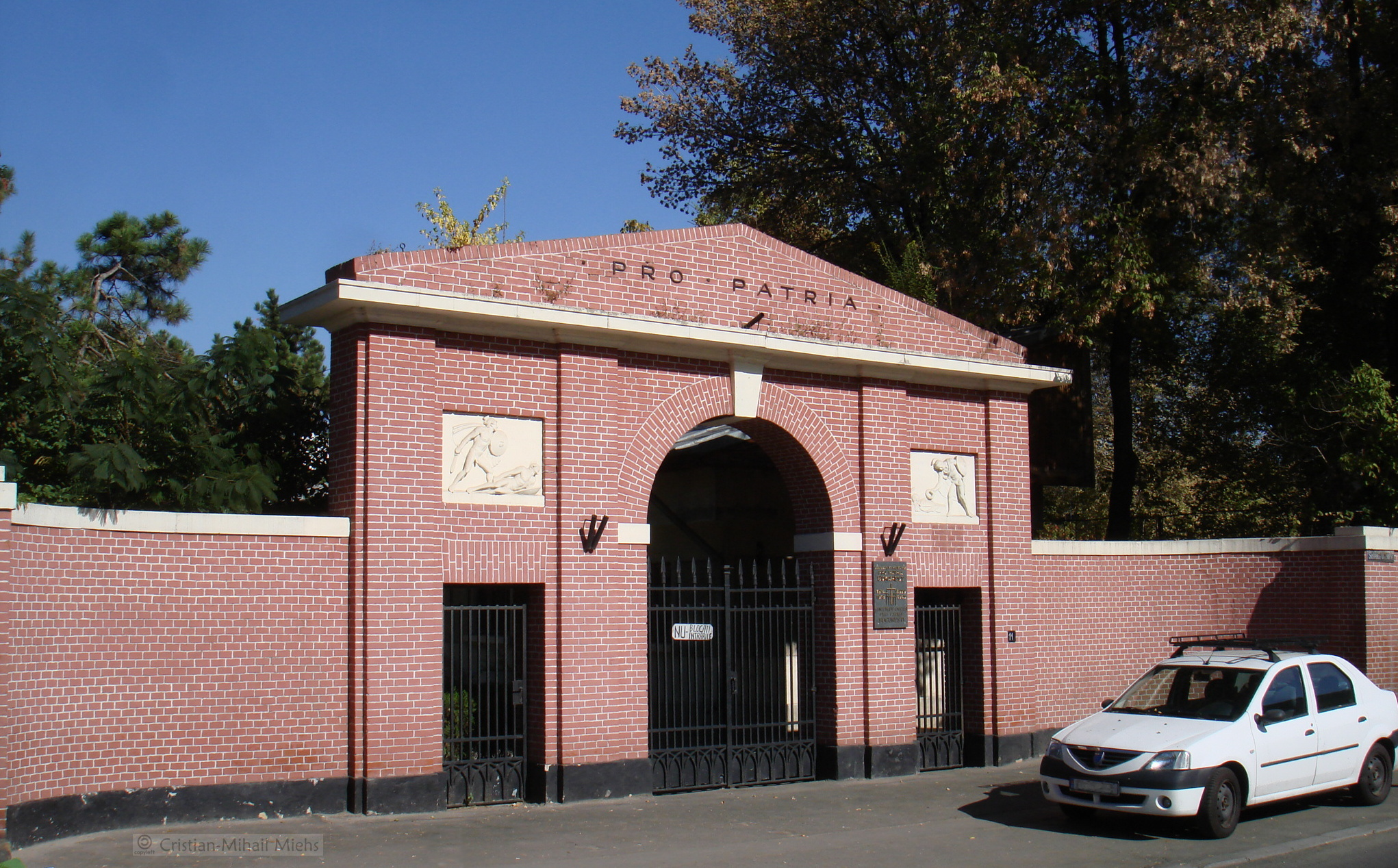
Poarta de intrare

Cimitirul de onoare Pro Patria se află în București, pe Șoseaua Olteniței 9 bis, lângă cimitirul Bellu și a fost amenajat după planurile arhitectului peisagist R. Lange.
Autoritatea militară de ocupație germană din Primul Război Mondial a înființat cimitirul în anul 1917, iar inaugurarea lui oficială a avut loc la 24 august 1918, în prezența feldmareșalului August von Mackensen.
Intrarea în cimitir se face printr-un portal de cărămidă refractară, de culoare roșie, de la care pornește o aleea largă, ce are pe fiecare latură câte două rânduri de cruci. La capătul aleii urmează câmpul de morminte, cu cruci perfect aliniate.
La inaugurare, mormintele erau grupate pe națiuni și confesiuni: germani, austro-ungari, bulgari, turci și români. Ulterior, unii militari au fost reînhumați în alte cimitire.
Astfel, în toamna anului 1928 de aici au fost exhumați 178 eroi români și au fost transferați la Sanctuarul Eroilor din Primul Război Mondial, care se află în incinta Cimitirului Militar Ghencea. Acesta a fost construit la câțiva ani de la terminarea războiului, din inițiativa și cu sprijinul „Așezământului Regina Maria pentru Cultul Eroilor”, al cărui continuator de drept este în prezent Oficiul Național pentru Cultul Eroilor.
Înaintea celui de-al Doilea Război Mondial, în Cimitirul de onoare Pro Patria se aflau îngropați 1304 germani, 300 de austro-ungari, 162 de bulgari, 18 ruși, 8 unguri, șase români, un italian, un sârb si 38 de militari necunoscuți. Ulterior au fost înhumate și victime ale celui de-al Doilea Război Mondial. În prezent, în cimitir odihnesc 3855 militari germani, și anume 2.292 din primul și 1.563 din al doilea război mondial.
La capătul aleii din câmpul de morminte, aflată în prelungirea aleii de la intrare, se află monumentul comun al cimitirului. Acesta este o construcție sub formă de trunchi de piramidă, pe care este dăltuit un basorelief care reprezintă un călăreț antic. Sub basorelief sunt inscripționate în limbile română, germană, maghiară, bulgară și turcă cuvintele: "Patrie, slăvește-ți eroii!". Pe spatele monumentului și pe părțile laterale sunt reprezentate, în relief, stemele României și ale statelor Puterilor Centrale.
Cimitirul „Pro Patria“, unde sunt înhumați 3800 militari germani, bulgari, austro-ungari și români, a fost îngrijit de Administrația Cimitirelor și Crematoriilor Umane din București.

## Implicarea Germaniei în întreținerea cimitirului

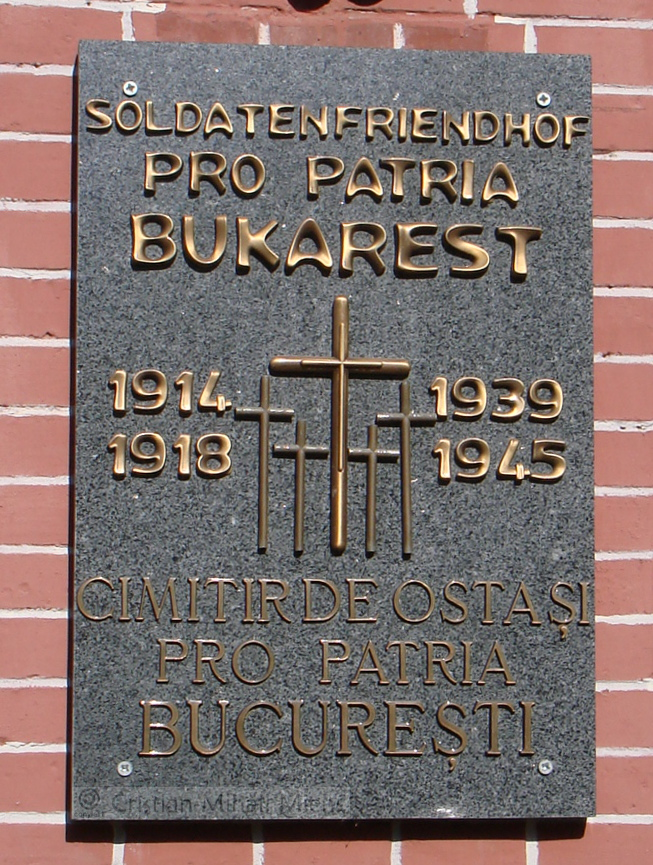
Placă bilingvă montată la intrarea în Cimitirul de onoare Pro Patria din București

Ambasada Germaniei precizează pe situl său că Soldatenfriedhof "Pro Patria" (Cimitirul de ostași "Pro Patria") este întreținut de Volksbund Deutsche Kriegsgräberfürsorge (Uniunea Populară pentru întreținerea mormintelor germanilor căzuți în războaie), cu sprijinul Guvernului federal german. „Uniunea Populară Germană pentru Îngrijirea Mormintelor de Război” este o asociație de utilitate publică aflată sub patronajul Președintelui Germaniei, care a fost înființată în anul 1919 și care se îngrijește de întreținerea mormintelor a două milioane de soldați situate în 827 de cimitire din 45 de țări.
Uniunea Populară Germană pentru Îngrijirea Mormintelor de Război precizează că în cimitir sunt înmormântați, în morminte individuale și în două cavouri, 2.292 militari germani căzuți pe câmpul de luptă sau decedați în spitalele de linie din anul 1917. În parcelele rămase libere, în morminte individuale și în două morminte comune, au fost înmormântați 1.616 militari germani căzuți în al Doilea Război Mondial.
După al Doilea Război Mondial, cimitirul a rămas practic neîngrijit. Ca urmare a unor îndelungi negocieri între Volksbund, Ministerul de Externe din România și primăria Bucureștiului, în 1985 au început lucrările de reabilitare, încheiate în 1986. Cu această ocazie, vechile cruci din lemn de stejar, în majoritate căzute la pământ, au fost înlocuite cu altele din beton, pe care sunt prinse plăci metalice cu numele celui căzut și datele sale de identificare.
O altă serie de lucrări au fost întreprinse în 2008, când au fost pregătite morminte pentru alți militari germani căzuți și înhumați în al Doilea Război Mondial în localități din jurul Bucureștiului, ce urmează a fi reînhumați aici în anii următori.
După ce a fost emisă Legea nr. 170 din 4 noiembrie 1997 pentru ratificarea Acordului dintre Guvernul României și Guvernul Republicii Federale Germania privind mormintele românești de război din Republica Federală Germania și mormintele germane de război din România, semnat la Bonn la 25 iunie 1996 și publicat în Monitorul Oficial nr. 303 din 6 noiembrie 1997, s-au pus bazele pentru activitatea actuală a Volksbund, de îngrijirea a cimitirelor din Primul Război Mondial și de centralizare în unele cimitire a mormintelor celor căzuți în al Doilea Război Mondial, risipite prin țară. Deoarece în circa 170 de localități de pe teritoriul României sunt înhumate rămășițele a peste 90.000 de militari germani căzuți în ambele războaie mondiale, Volksbund a început lucrările de strămutare și centralizare a osemintele militarilor germani la Cimitirul de onoare Pro Patria din București, a celor căzuți în Moldova în Cimitirul Eternitatea din Iași, unde a fost amenajată o mare parcelă iar mormintele militarilor germani căzuți în Transilvania vor fi centralizate în cimitirul din Cisnădie.
Autoritățile germane organizează anual o ceremonie în Cimitirul de onoare Pro Patria, de Volkstrauertag (Ziua comemorării victimelor războiului și violenței), zi declarată sărbătoare națională în Germania. „Ziua comemorării victimelor războiului și violenței” este o zi de comemorare a victimelor războiului și dictaturii, precum și a soldaților armatei federale germane, căzuți în lupte.

## Parcela eroilor bulgari
În aprilie 1935, din Cimitirul Eroilor de la Bălăria (actualmente Valea Plopilor) au fost exhumați 58 eroi bulgari și au fost depuși în Cimitirul Pro Patria. În prezent, în parcela bulgară a cimitirului „Pro Patria” sunt înhumați 162 de eroi bulgari. După ce parcela a fost reabilitată de o firmă bulgară, la 6 noiembrie 2005 a fost vizitată de președintele Bulgariei, Gheorghi Părvanov, pentru a asista la ceremonia de inaugurare a acestei parcele de onoare dedicate militarilor bulgari morți pe teritoriul României în Primul Război Mondial. A fost prima vizită unui șef de stat bulgar la cimitirul din București după mai bine de 60 de ani.
Anual, de Ziua Armatei Republicii Bulgaria, care se sărbătorește la 6 mai, o dată cu Ziua Sfântului Gheorghe, patronul oștirii, Ambasada Republicii Bulgaria și Comunitatea „Bratstvo” a bulgarilor din România depun coroane de flori la Monumentul Eroilor căzuți pe teritoriul românesc, din Cimitirul „Pro Patria" din București.

## Imagini

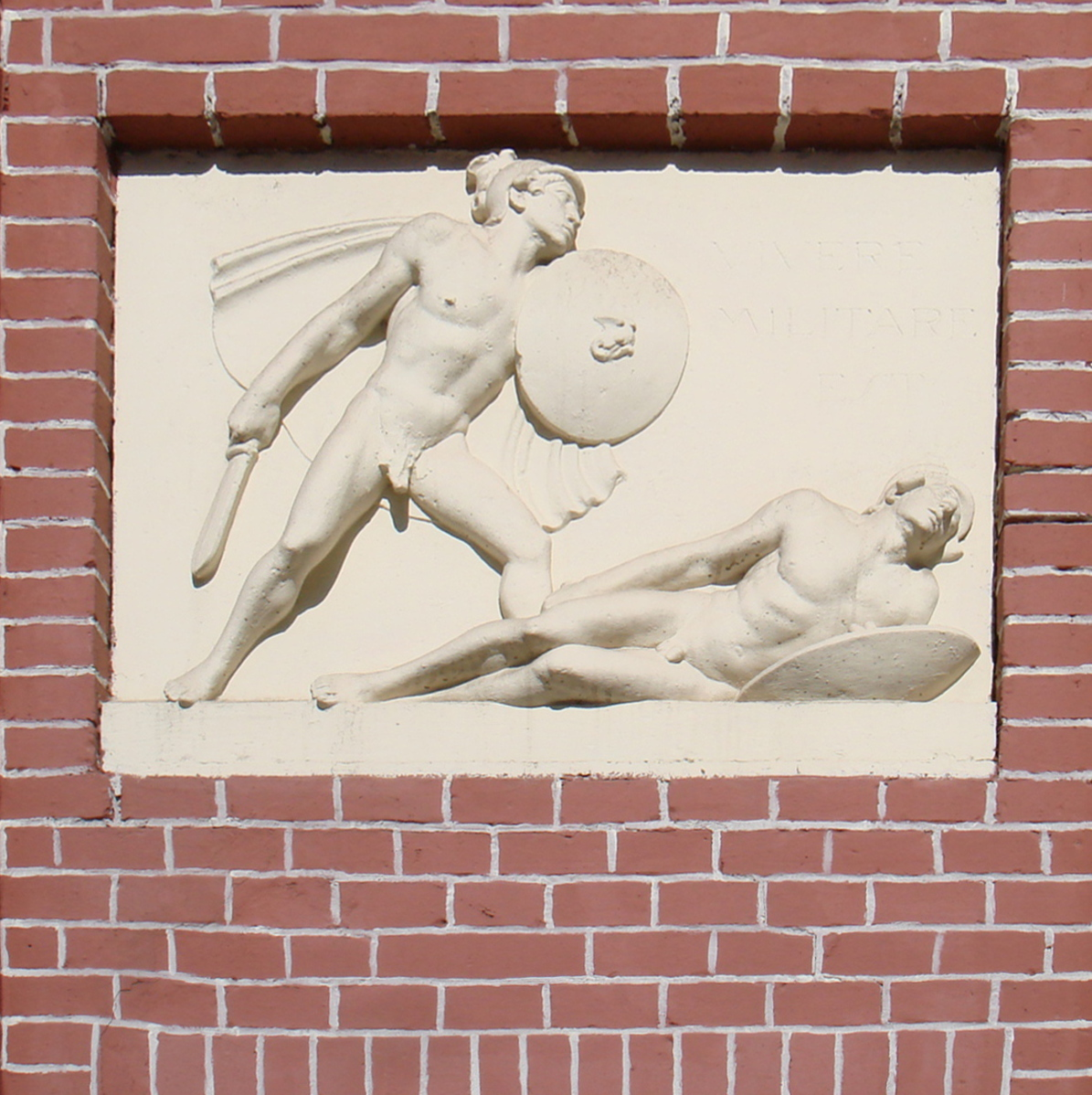
Basoreliful din stânga porții de intrare în Cimitirul de onoare Pro Patria din București - poartă inscripția „Vivere militare est” (A trăi înseamnă a lupta), Seneca, Epistola 96
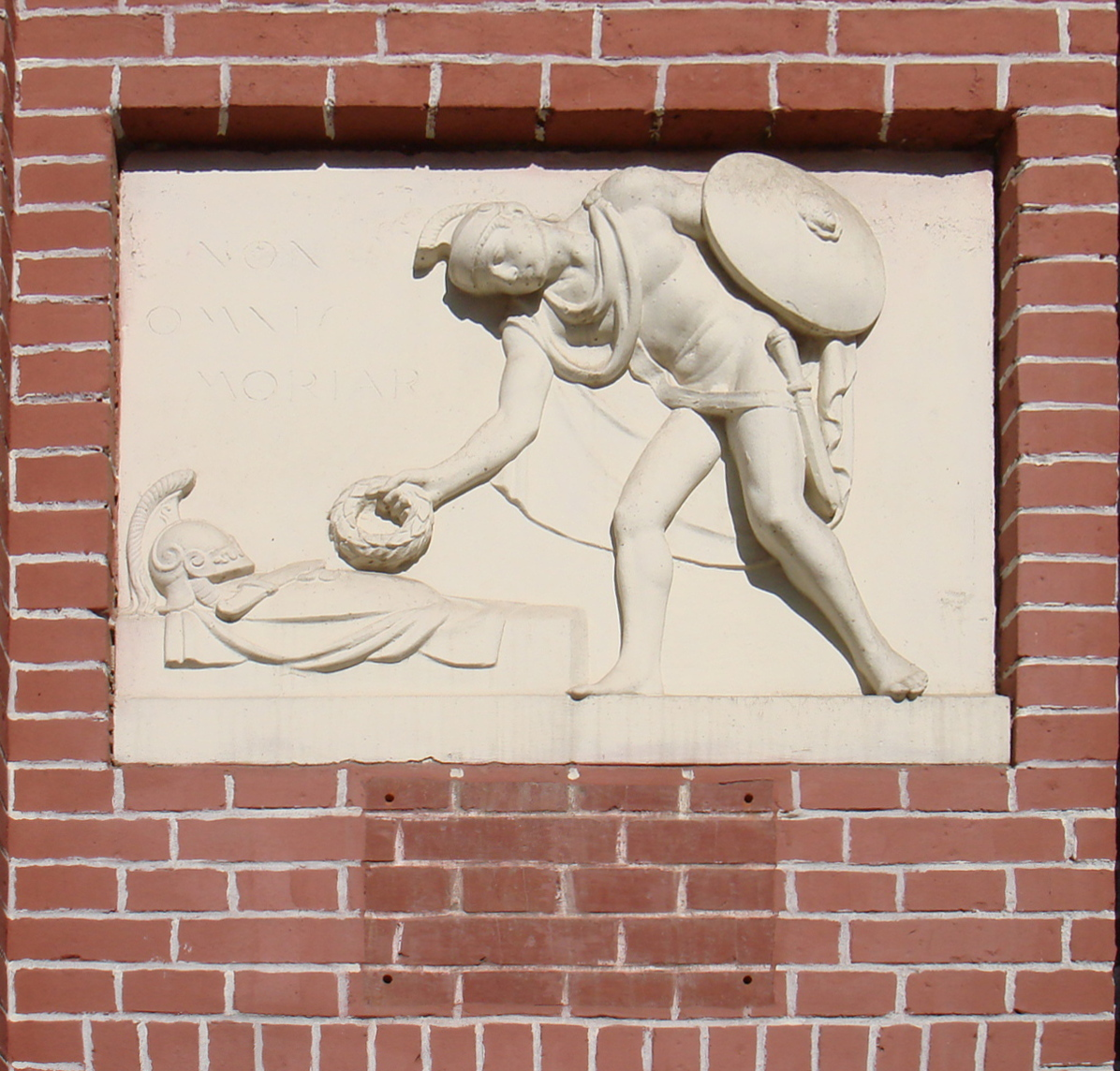
Basoreliful din dreapta porții de intrare în Cimitirul de onoare Pro Patria din București - poartă inscripția Non omnis moriar! (Nu voi muri de tot), Horaţiu, Oda a 30-a din cartea a treia, versul 6
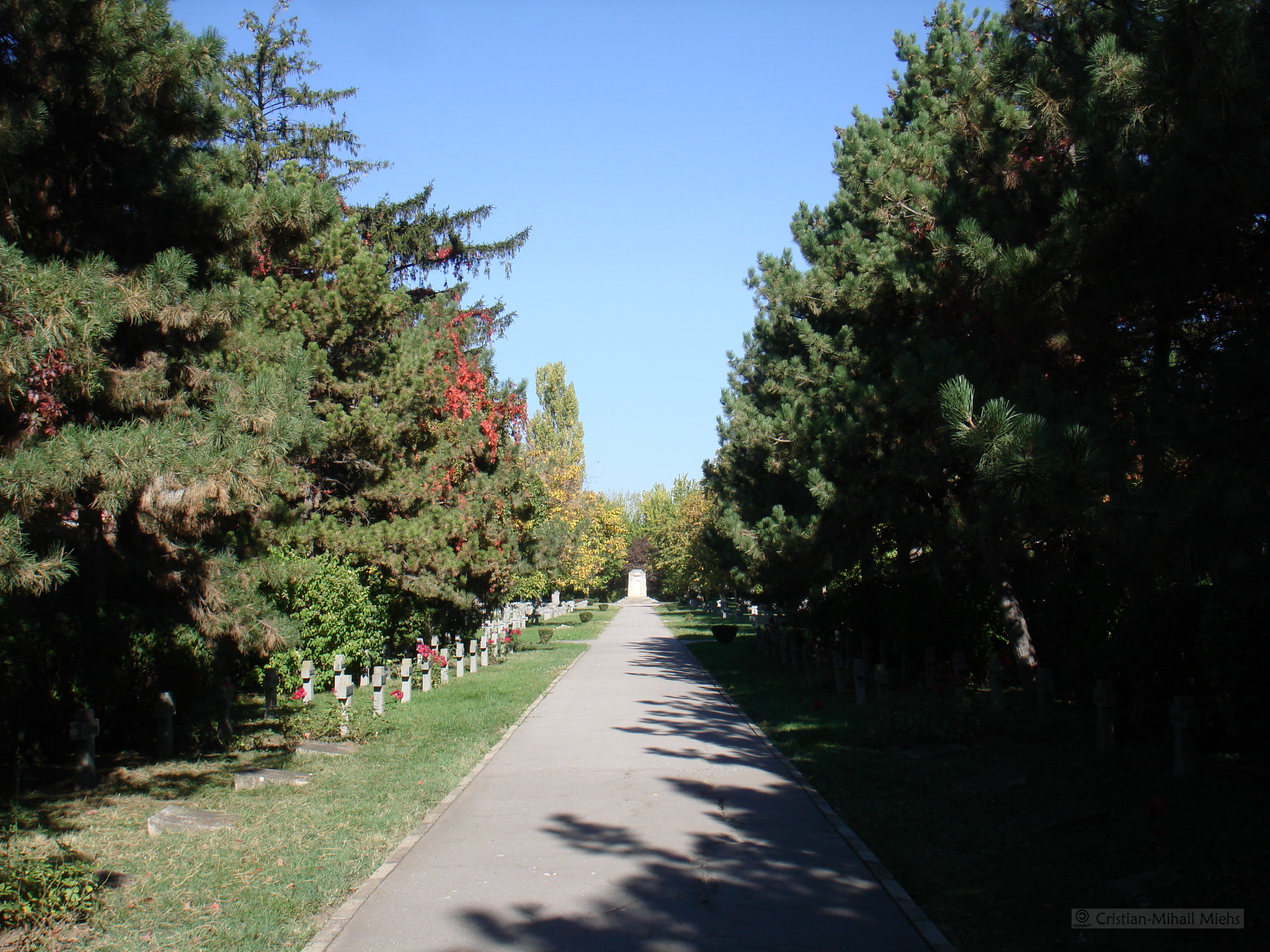
Aleea centrală
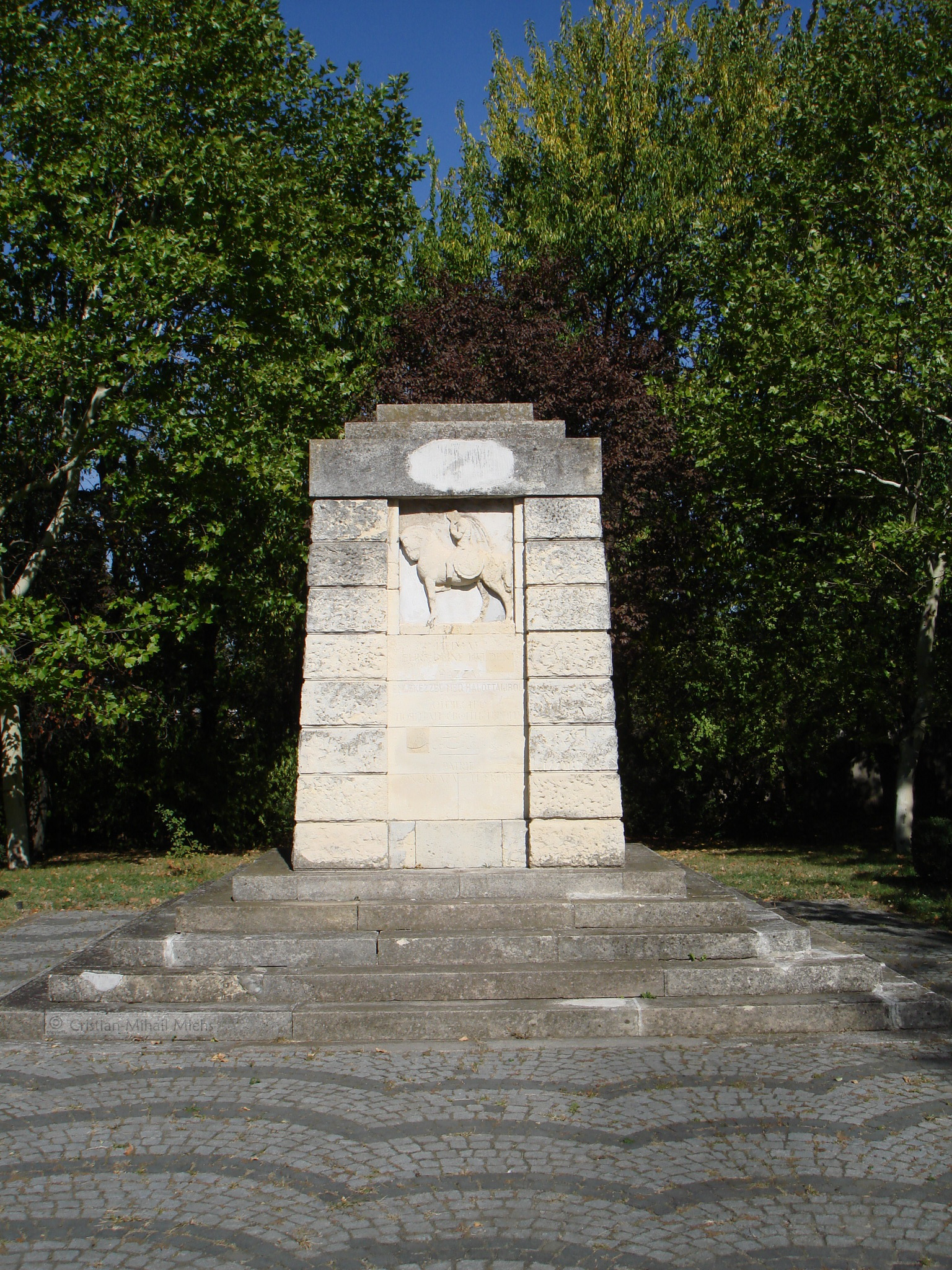
Monumentul central din Cimitirul de onoare Pro Patria din București
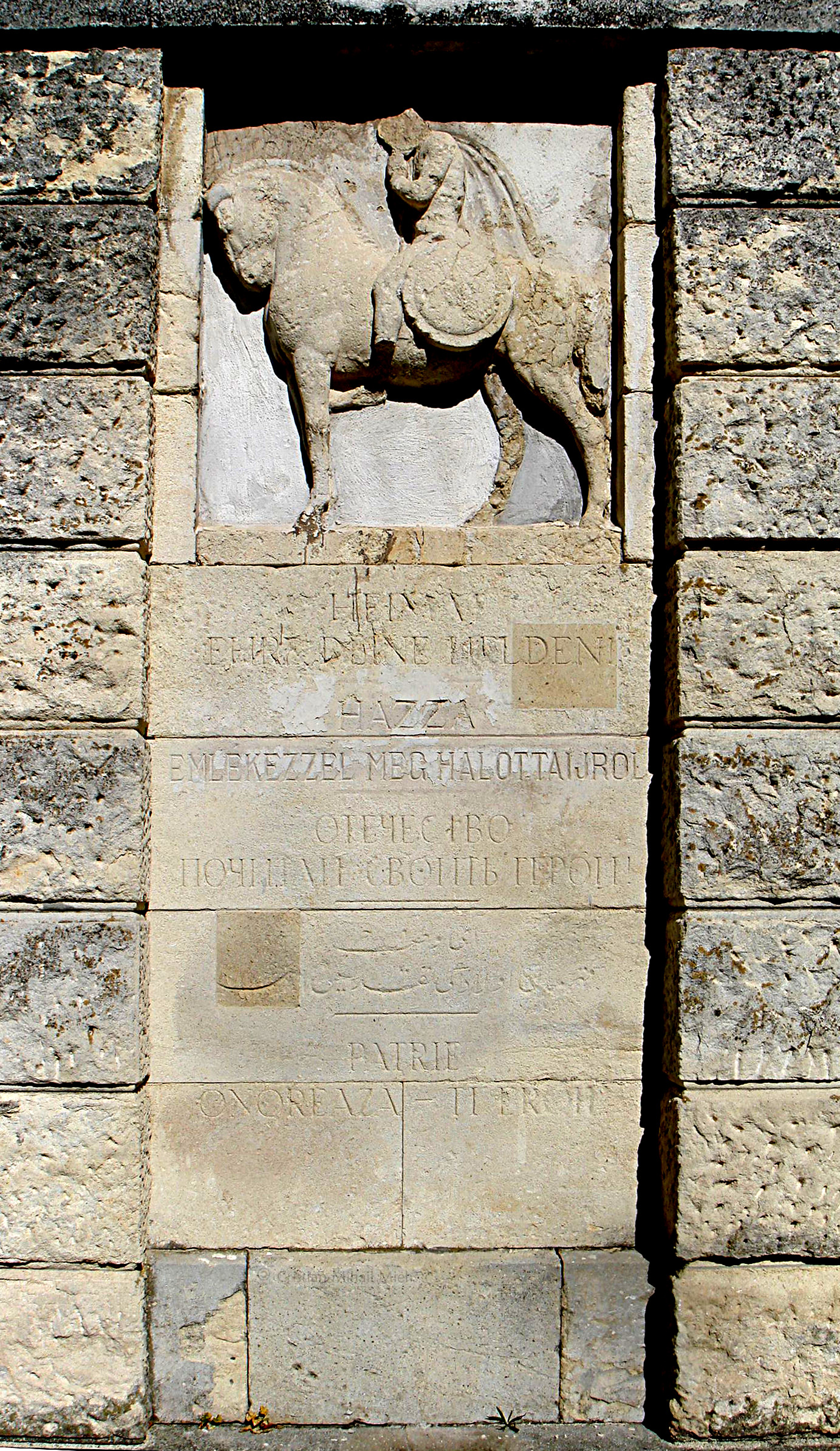
Monumentul central din Cimitirul de onoare Pro Patria din București - detaliu cu basorelieful și inscripția în 5 limbi
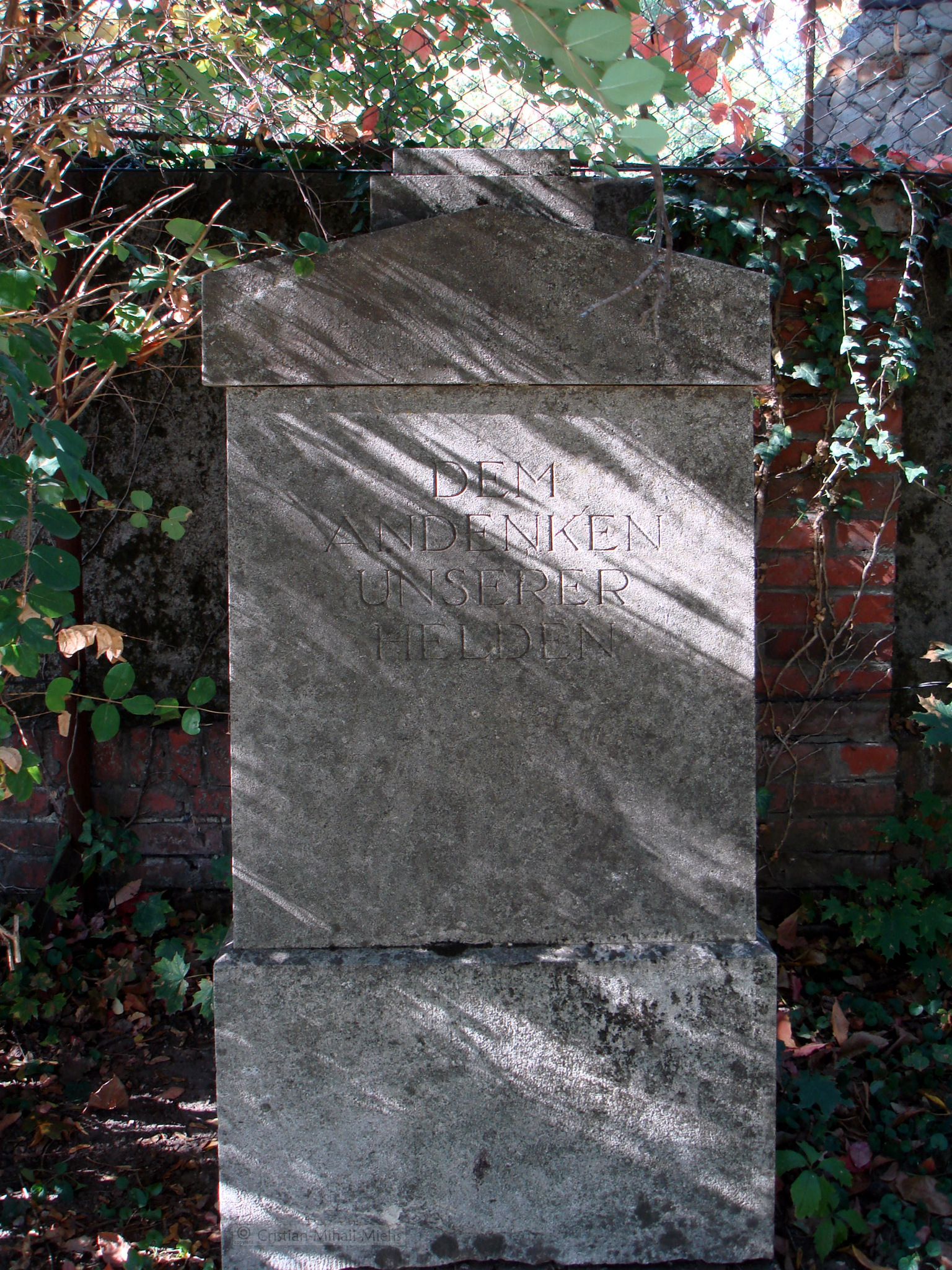
Monument cu inscripția: Dem Andenken unserer Helden (În amintirea eroilor noștri)
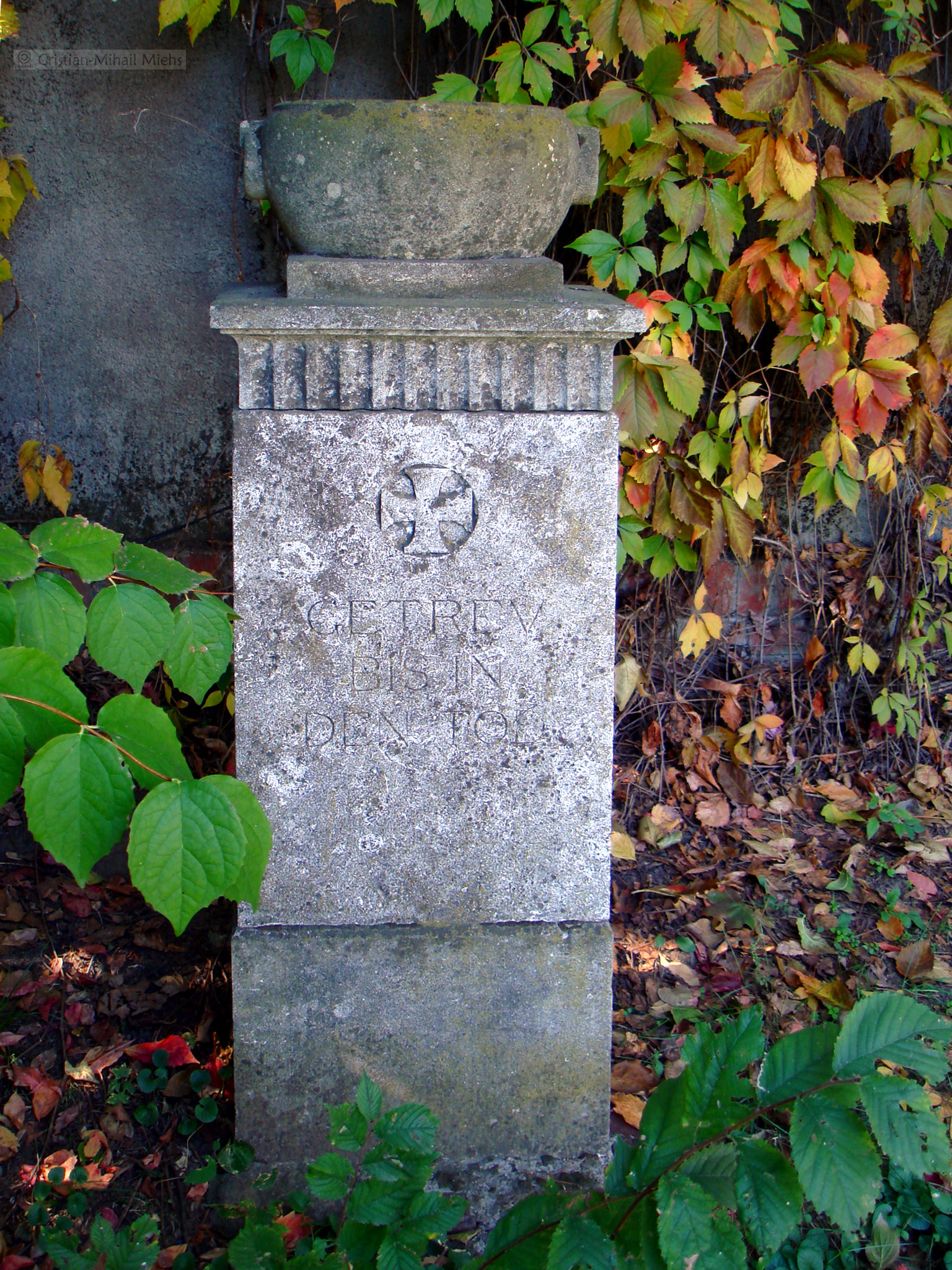
Monument cu inscripția: Getreu bis in den Tod (Credincios până la moarte)
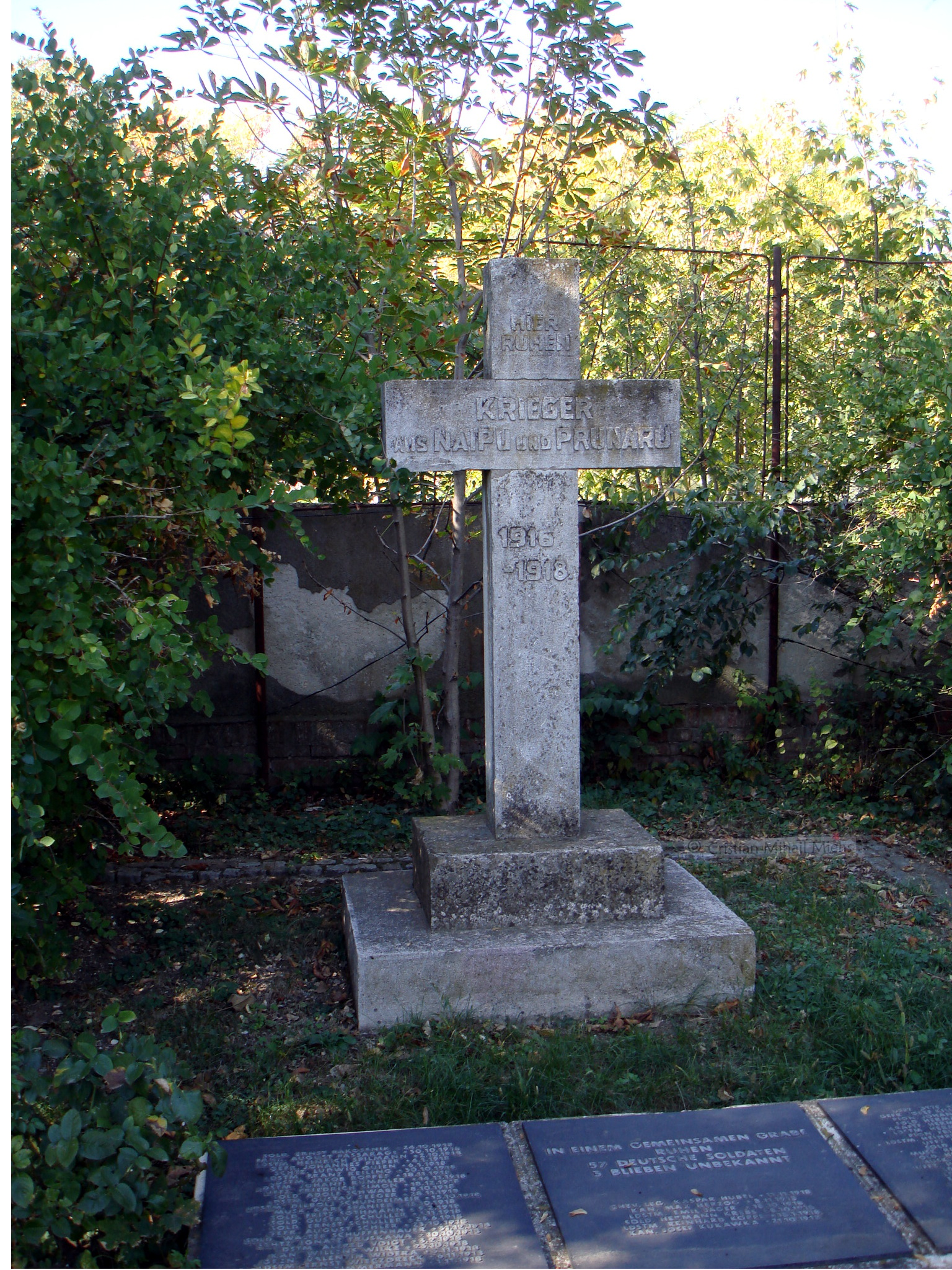
Cruce cu inscripția: Hier ruhen Krieger aus Naipu und Prunaru (Aici odihnesc luptători din Naipu și Prunaru)
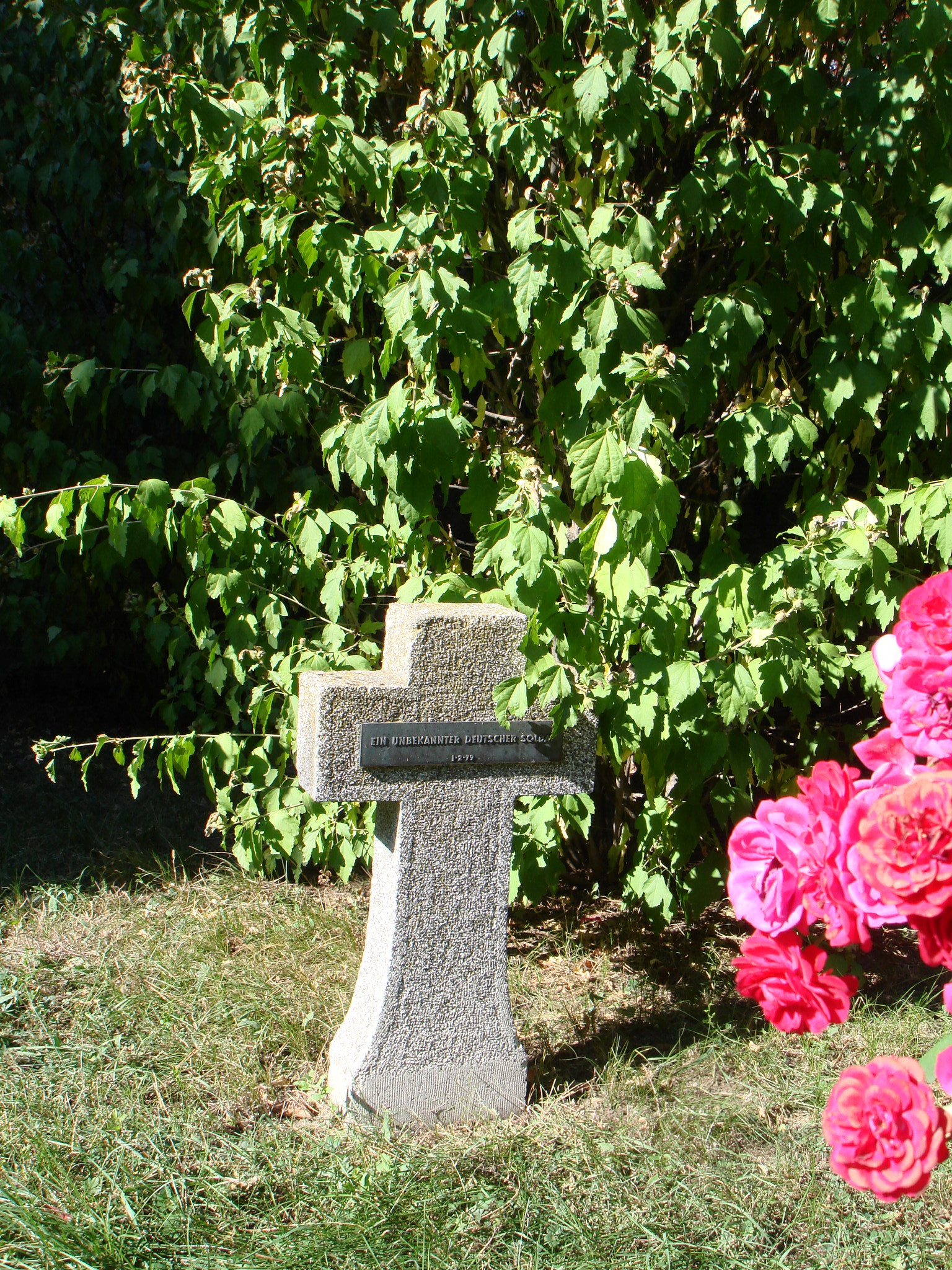
Cruce cu inscripția: Ein unbekannter deutscher Soldat (Un soldat german necunoscut)
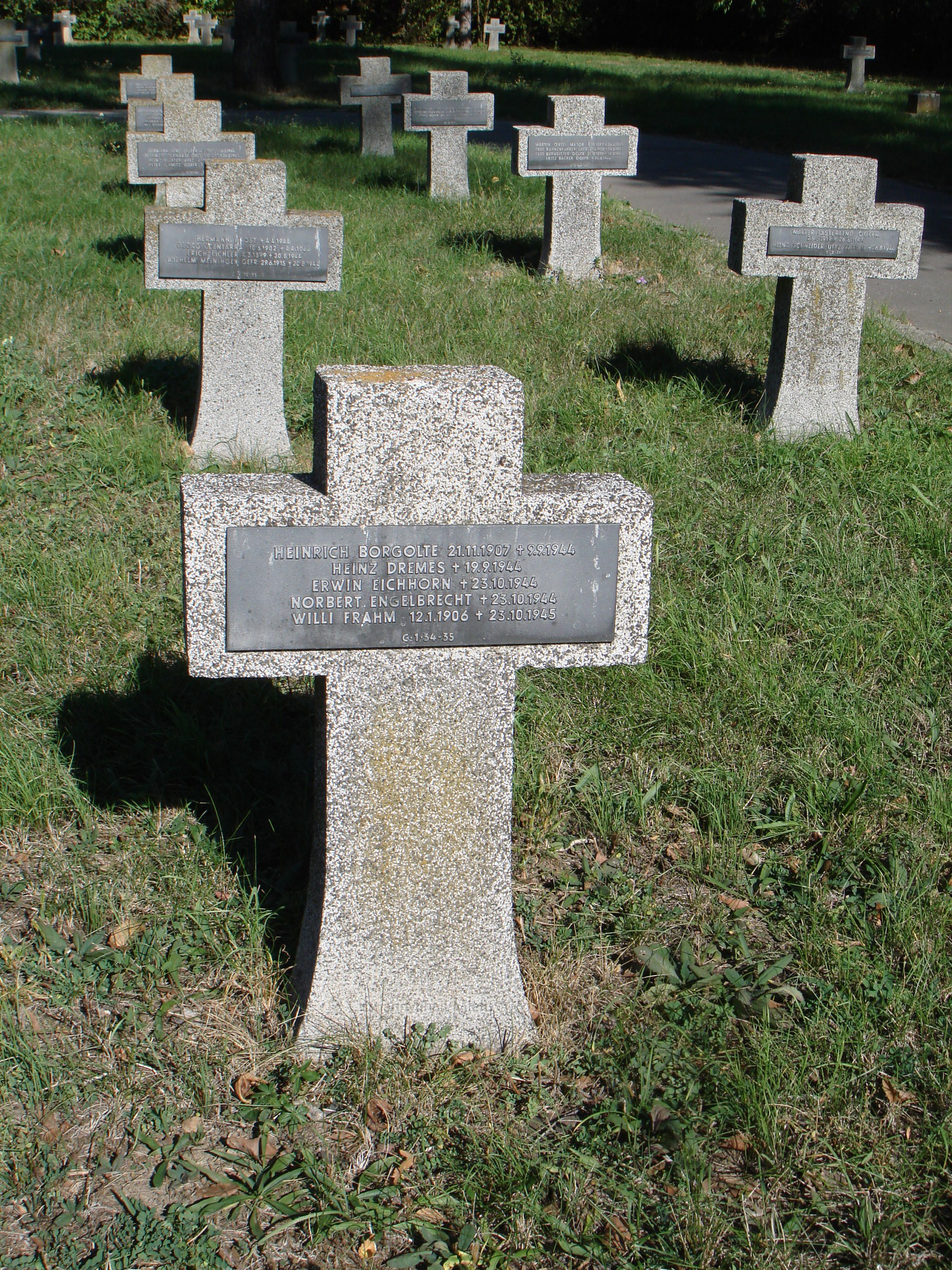
Șir de cruci ale soldaţilor germani
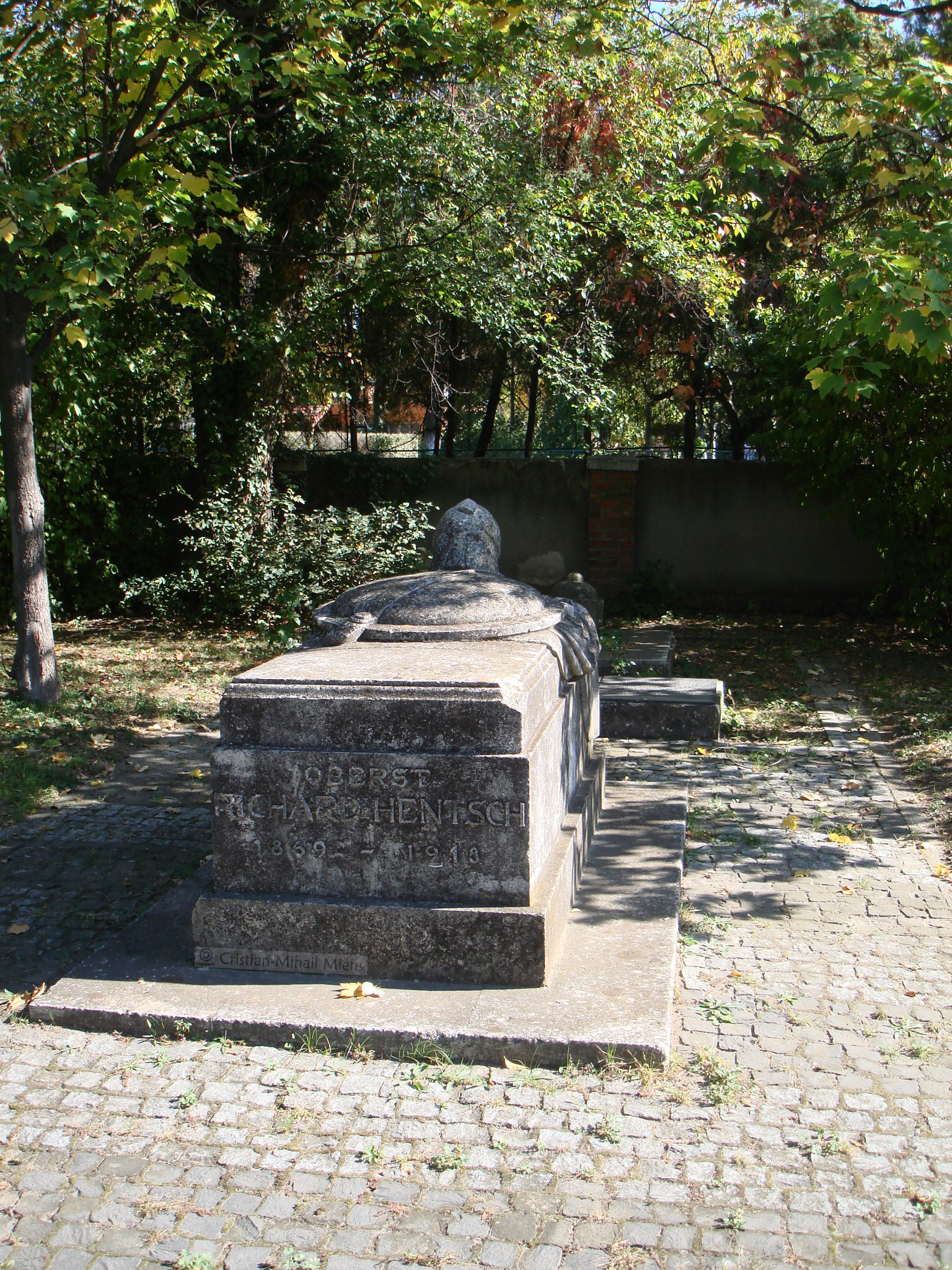
Mormântul în formă de sarcofag al colonelului Richard Hentsch. La 1 martie 1917, Hentsch a fost numit şef al Statului major general al Autorităţii militare de ocupație germană din România. A decedat la 13 februarie 1918 la Bucureşti ca urmare a unei operaţii la bilă.
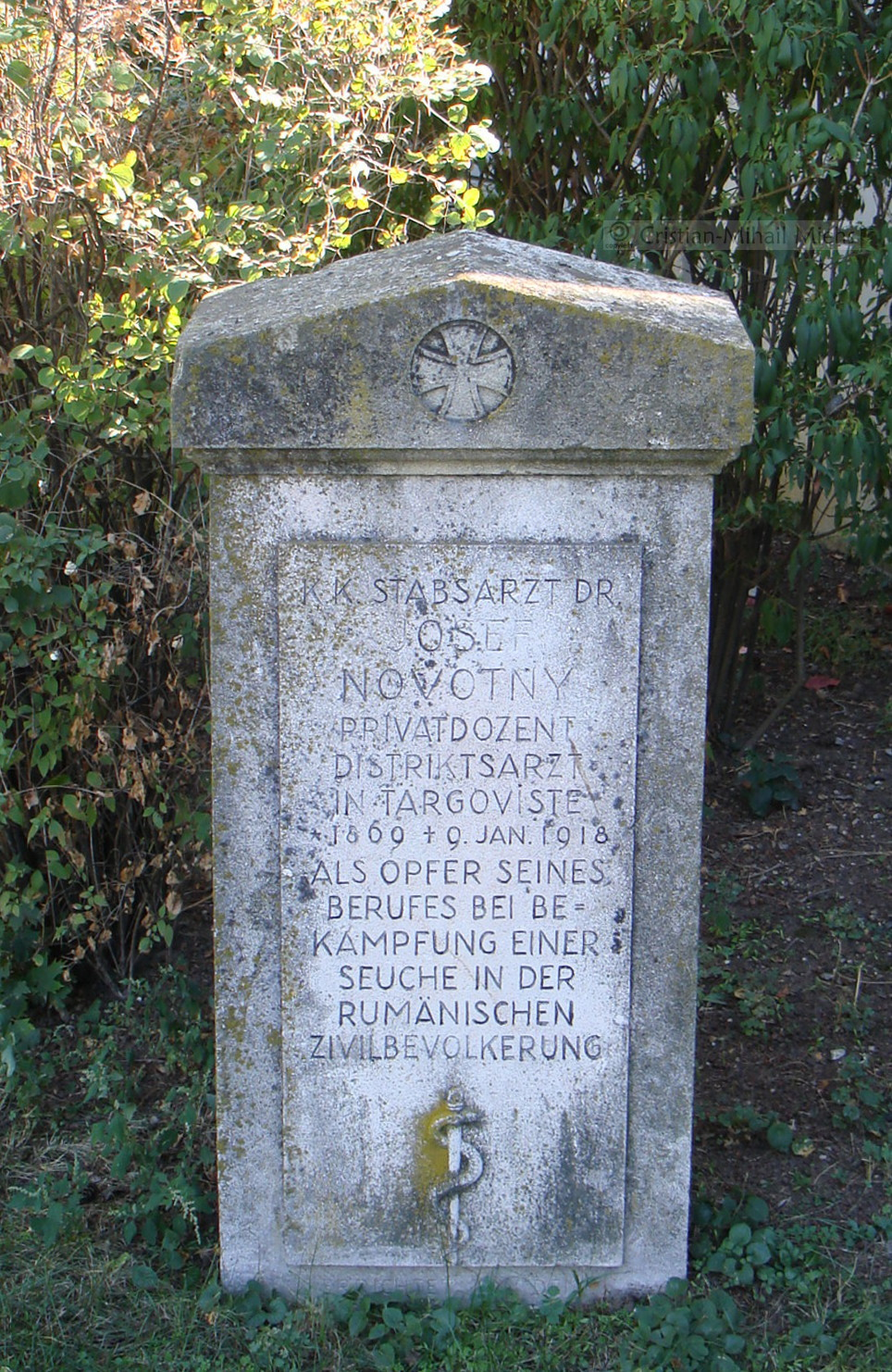
Monument cu inscripţia:  K.K. Stabsart, Dr. Josef Novotny. Privatdozent Distriktarzt in Targoviste. *1869 † 9 Jan 1918 als Opfer bei Bekämpfung einer Seuche in der Rumänischen Zivilbevölkerung (Medic de stat major chezaro-crăiesc Dr. Josef Novotny. Medic districtual în Târgovişte, decedat la 9 ianuarie 1918 în combaterea unei epidemii la populaţia civilă românească)
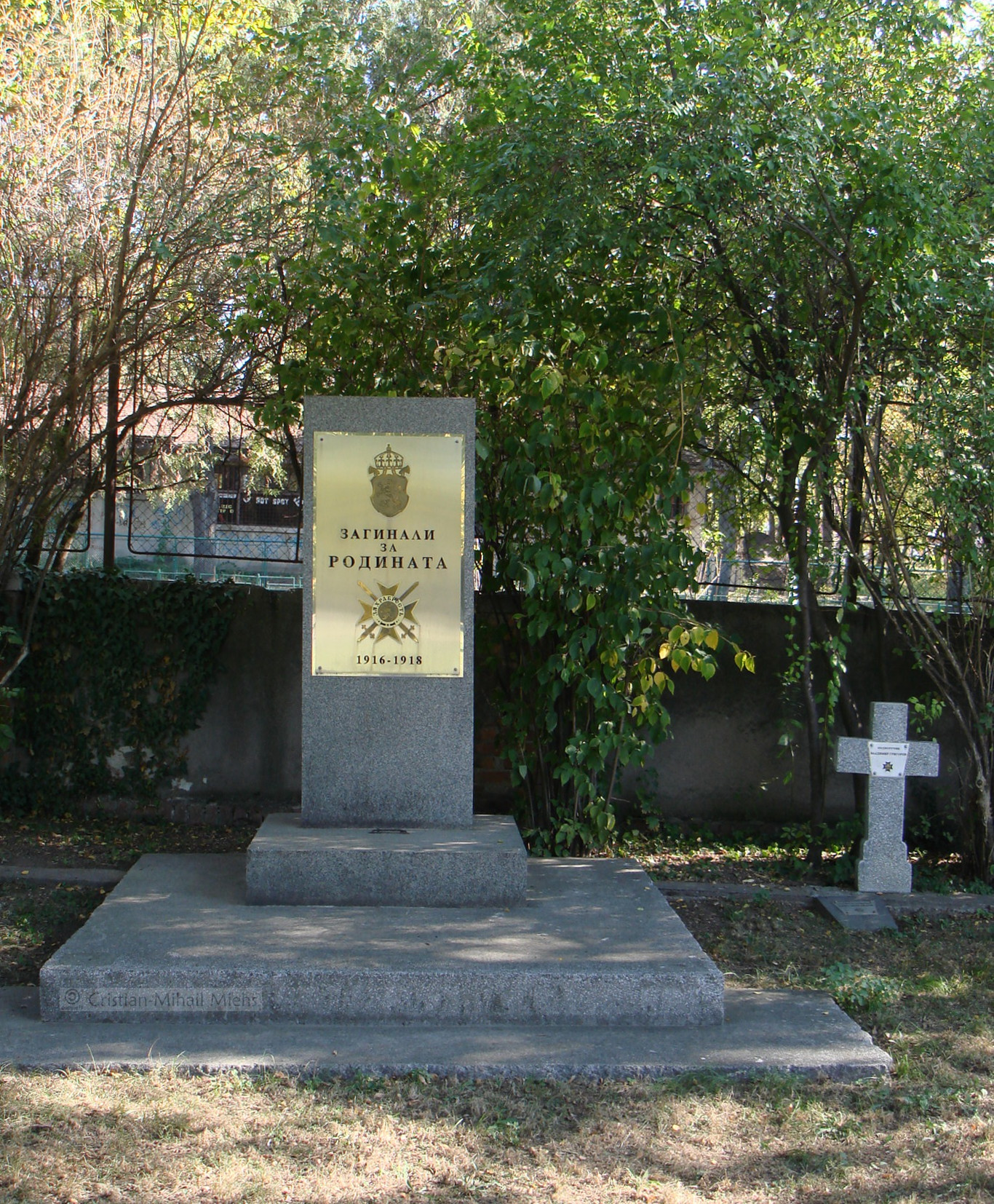
Monumentul din centrul parcelei eroilor bulgari
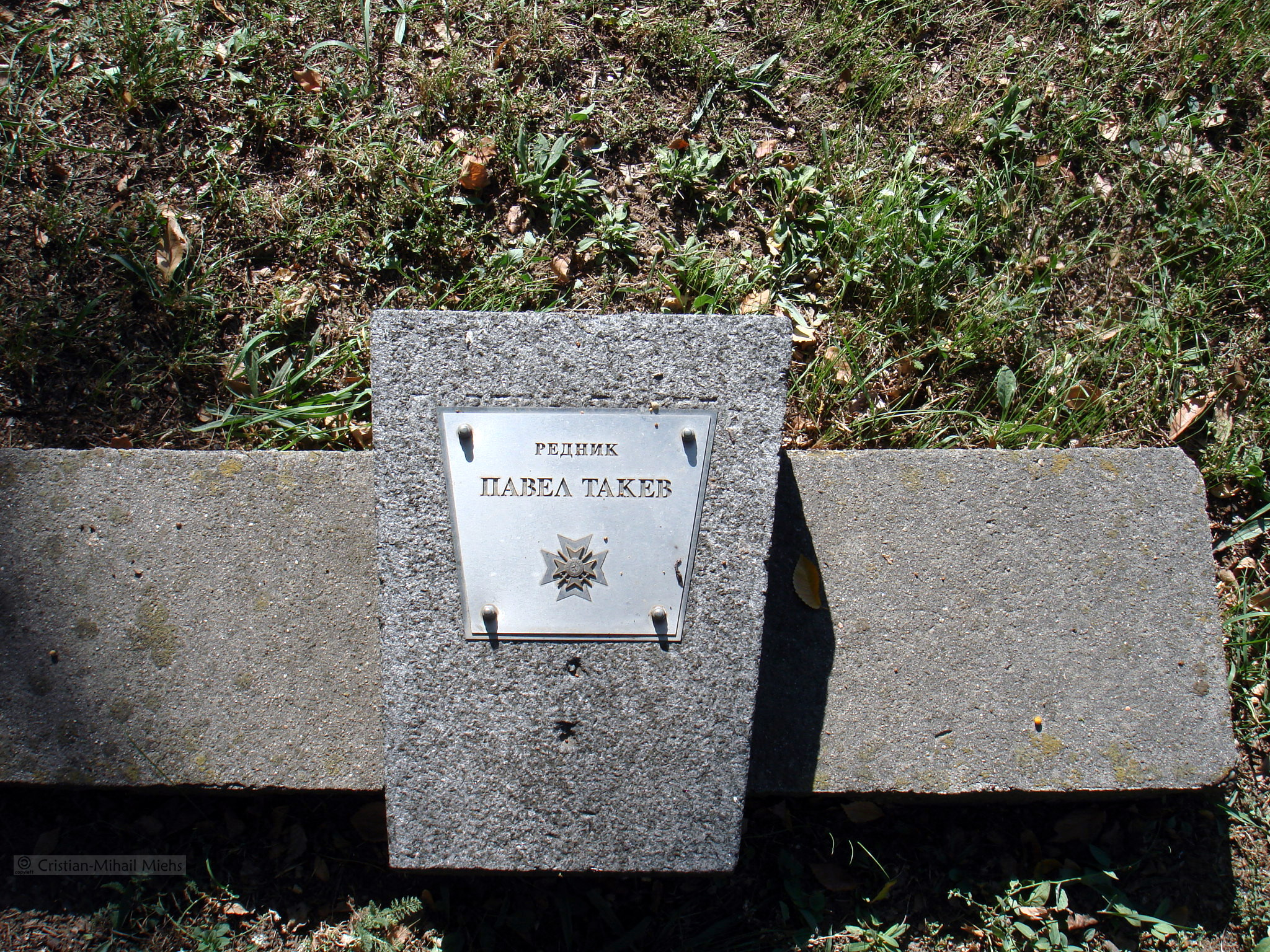
Mormântul unuia dintre eroii bulgari